# Kninska krajina
Kninska krajina je zemljopisno područje u unutrašnjosti Dalmacije s Kninom kao središtem.

## Položaj
Jugozapadno od Kninske krajine nalazi se Bukovica, jugoistočno Cetinska krajina, sjeverozapadno Lika i južno Drniška krajina.

## Povijest

### Dolazak Hrvata
Hrvatska država izvorno je nastala na prostoru Dalmacije. Hrvati su već pri dolasku u 7. stoljeću naselili ovo područje, a dokaz su mnogobrojni kameni spomenici. Sjedište hrvatskog kralja Dmitra Zvonimira bilo je u Kninu.

### Osmansko osvajanje i oslobođenje
Nakon što su ovo područje zauzele Osmanlije, naselili su se brojni pravoslavni Vlasi. Tako je ostalo do Požarevačkog mira 1718. kada je područje pripalo Mlečanima. 1797. područje je pripalo Habsburškoj Monarhiji, u čijem se sklopu tada nalazila Hrvatska. 1805. područje je pripalo Francuzima, koji su predvođeni Napoleonom, u bitci kod Austerlitza pobijedili austrijsku vojsku. Već 1813. područje je ponovno pripalo Austriji.

### Novije vrijeme
Od 1918., nakon sloma Austro-Ugarske, Kninska krajina zajedno s ostalim dijelovima Hrvatske ušla je sastav u Kraljevine Jugoslavije. U njoj su Srbi imali prevlast zbog čega su prvi put pokušali ostvariti velikosrpske ciljeve. Poticano je naseljavanje Srba. 
Nakon 2. svjetskog rata područje je pripalo NR Hrvatskoj, u sklopu socijalističke Jugoslavije. 
Početkom 1990-ih godina, za vrijeme stvaranja suvremene hrvatske države, na području Kninske krajine izbila je pobuna lokalnog srpskog stanovništva. Pobunu je zapravo započeo Beograd, koji je velike dijelove hrvatskog teritorija htio pripojiti Srbiji. Srpski pobunjenici čak su zlorabili naziv Kninska krajina, koristeći ga u nazivu jedne od njihovih paratvorevina. Također su krivotvorene povijesne činjenice, čime su Srbi povijest htjeli okrenuti u svoju korist. Nakon nekoliko godina okupacije Kninske krajine, ona je u kolovozu 1995. oslobođena operacijom Oluja, nakon čega je ponovno uključena u ustavno-pravni poredak slobodne Republike Hrvatske.